# Ronnie Henderson
Ronnie Henderson (Gulfport, 29 marzo 1974) è un ex cestista statunitense.
È cugino di Mahmoud Abdul-Rauf.

## Carriera
Ha disputato tre stagioni alla Louisiana State University, risultando il miglior realizzatore della Southeastern Conference per due stagioni consecutive: nel 1995 chiuse con 630 punti (media 23,3), nel 1996 con 502 (media 21,8).
Henderson venne selezionato al secondo giro del Draft NBA 1996 dai Washington Bullets, ma non militò mai in NBA. Nel 1998-1999 approdò in Polonia nel Prokom Sopot, dopo aver disputato due stagioni rispettivamente in Australia ai Canberra Cannons e in Israele nel Maccabi Giv'at Shmuel.

## Palmarès
- McDonald's All-American Game: 1993[6]